# Јована Ђорић
Јована Ђорић (Београд, 2. децембар 1987) српска је позоришна глумица.

## Биографија
Прву улогу одиграла је 2006. године у Крушевачком позоришту у представи  Мушица.
Била је чланица позоришта ДАДОВ од 2006. до 2008. године.
Дипломирала је на глуми Академије умјетности Бања Лука 2012. године.
Током студирања играла је у Народном позоришту Републике Српске, позоришту Јазавац и Студентском позоришту у Бањалуци у представама Путујуће позориште Шопаловић, Сутра је испит, Човек који се смејао, Фатаморгана, Rocky horrow show.
Чланица је Крушевачког позоришта.

## Награде
- Награда за најбољу младу глумицу Бањалучког Студентског позоришта (2012)[2]
- Награда за најбољу младу глумицу на фестивалу ЗАПЛЕТ, Градског позоришта Јазавац (2012)[2]
- Мали Јоаким, награда за партнерску игру у представи Чаробњак из Оза, Крушевачко позориште (2017)[2]

## Улоге
- Мушица, лик жене, Крушевачко позориште (2006.)
- Сутра је испит, лик Јоване, Студентско позориште, Бањалука (2009.)
- Rocky horror show, лик Магнете, Студентско позориште, Бањалука (2009.)
- Човек који се смејао, лик Девојке, Студентско позориште, Бањалука (2011.)
- Кључаоница, лик Милене, Видиус театар, Бањалука (2011.)
- Путујуће позориште Шопаловић, лик грађанке Радмиле, Народно позориште Републике Српске (2011.)
- Фатаморгана, лик Карле, Градско позориште Јазавац, Бањалука (2012.)
- Ја као гола, монодрама, лик студенткиње глуме, ауторски пројекат (2012.)
- Чорба од канаринца, лик Јеце, Дом омладине, Бањалука (2012.)
- Ми чекамо бебу, лик Тиће, Крушевачко позориште (2013.)
- Ружно паче, лик Ружног пачета и кума Коке, Крушевачко позориште (2014.)
- Др Нушић, лик госпође Поповић, Народно позориште Собор и Крушевачко позориште (2014.)
- Уплакана Катарина, лик Катарине, Крушевачко позориште (2015.)
- Чаробњак из Оза, лик Дороти, Крушевачко позориште (2017.)
- Фамилија, лик госпође Министарке, Крушевачко позориште (2020.)
- Мачак отишао у хајдуке, лик Јазавца, Циганке, Меде и Мачка (групна игра),Крушевачко позориште (2020.)